# Коаксіальний димохід
Коаксіальний димохід — це канал димовидалення, конструкція якого являє собою дві труби різного діаметру, вставлені одна в іншу. Внутрішні поверхні труб не торкаються одна одної, між контурами знаходиться повітряний прошарок. Коаксіальний димохід збирають з добірних елементів: прямих труб, відводів, трійників, збірників конденсату. Він виконує дві основні функції: Видалення диму з топки. Димом прийнято називати суміш газів, що утворюються в результаті згоряння палива. Цю задачу виконує внутрішня труба коаксіальної системи димовидалення.
Подача повітря в топку. Щоб підтримувати горіння в газовому котлі, слід забезпечити безперешкодний доступ в топку кисню. В опалювальних приладах з звичайним каналом димовидалення повітря забирається з приміщення, через що таке приміщення вимагає встановлення додаткової вентиляції. Коаксіальний димохід подає в топку повітря через зовнішній контур труби.
Важливо! Такий пристрій сконструйовано за принципом поділу функції димоходу. Це дозволяє підвищувати продуктивність і ефективність. Продукти згоряння палива, температура яких досить висока, нагрівають зовнішній контур. А зовнішня труба, через яку проходить атмосферне повітря, в свою чергу охолоджує внутрішню. Завдяки такій конструкції відбувається вирівнювання температури в димоході, що запобігає появі конденсату і знижує ризики виникнення загорянь.
Переваги
Коаксіальний димохід вважають більш досконалим і ефективним способом видалення продуктів згоряння з топки опалювального приладу. Елементи для збірки часто поставляються в комплекті з устаткуванням. Більшість виробників рекомендують встановлювати свою продукцію з димарями такого типу, так як вони мають наступні переваги:
- Висока продуктивність. За рахунок нагрівання атмосферного повітря, що потрапляє в топку з вулиці, ККД газового котла збільшується, а витрата палива і витрати знижуються.
- Ізольованість. Завдяки зовнішньому забору повітря система димовидалення опалювальних проділів з закрито топкою і коаксіальним димарем ізольована. Це означає, що чадний газ не проникає в житлові приміщення.

Пожежна безпека. Так як зовнішній контур труби, через який рухається атмосферне повітря, має більш низьку температуру, ризик загоряння з вини димоходу зводиться практично до нуля.
- Універсальність. Монтаж коаксіального димоходу виконують через перекриття та дах або горизонтально, тобто через стіну. Це дозволяє використовувати такий тип димовидалення для приватних будинків і навіть квартир.
- Компактність. Поєднання в одному пристрої двох функцій дозволяє економити простір, так як високопродуктивний димар коаксіального типу меншого діаметру справляється з будь-яким обсягом газів.
- Простота установки. Щоб вивести димар газового котла коаксіального виду на вулицю через стіну не потрібні особливі знання, досвід або дорогий інструмент. Його конструкція дозволяє з легкістю встановити та ввести в експлуатацію настінний чи підлоговий котел.
- Екологічність. Завдяки високому ККД котлів з використанням каналів димовидалення коаксіального типу газ повністю згорає в топці. Такий пристрій знижує викиди газу в атмосферу, що безпечніше для екології.

Важливо! Коаксіальний димохід підходить винятково для газових котлів із закритою топкою та примусовою тягою, що функціонує за рахунок невеликого вентилятора, вбудованого всередині труби. У проект системи димовидалення такого типу обов'язково включають збірник конденсату і ревізію, через яку виконують очищення труби.